# کیم آندره آرنسن
کیم آندره آرنسن (انگلیسی: Kim André Arnesen؛ زادهٔ ۲۸ نوامبر ۱۹۸۰) آهنگساز، و تولیدکننده اهل نروژ است.